# Andrés de Tapia Motelchiuh
Andrés de Tapia Motelchiuhtzin Huitznahuatlailótlac était le dirigeant de Tenochtitlan (1525-1530).
Après la mort de Don Juan Velázquez Tlacotzin à Nochixtlan en 1525, Hernán Cortés choisit Don Andrés Motelchiuhtzin comme nouveau dirigeant de Tenochtitlan .
Motelchiuhtzin n'appartenait pas aux classes supérieures ; il est né comme " macehualli " ou roturier ouvrier, mais il avait acquis une renommée en tant que chef de guerre. Il a été capturé avec Cuauhtémoc et torturé avec lui pour révéler l'emplacement de l'or des Aztèques. Finalement, il a été libéré et il est retourné sur ses terres.
Parce que Tenochtitlan était en ruine, il est resté à Nochixtlan. Au cours des trois années d'expéditions de Cortés, il dirige Tenochtitlan comme cuauhtlato. Il ne serait pas tlatoani, mais il resterait cuauhtlato deux ans de plus.
Pendant son règne, les titres et décorations aztèques ont été supprimés par les dirigeants espagnols.
En 1530, Motelchiuhtzin est allé avec les Espagnols à une expédition à Teocolhuacan, contre les Chichimeca et a été blessé à Aztatlan par une flèche Chichimecan alors qu'il se baignait et est mort de la blessure. Il a laissé un fils appelé Hernando de Tapia.
(Bowditch 1904) identifie cette personne simplement comme Motelchiuh, et dit qu'il a été nommé d'après "son parrain, Don Andrés de Tapia Motelchiuh". Cela fait probablement référence au conquistador espagnol Don Andrés de Tapia, et devrait probablement se lire "son parrain, Don Andrés de Tapia".